# Tumulus von Dissignac

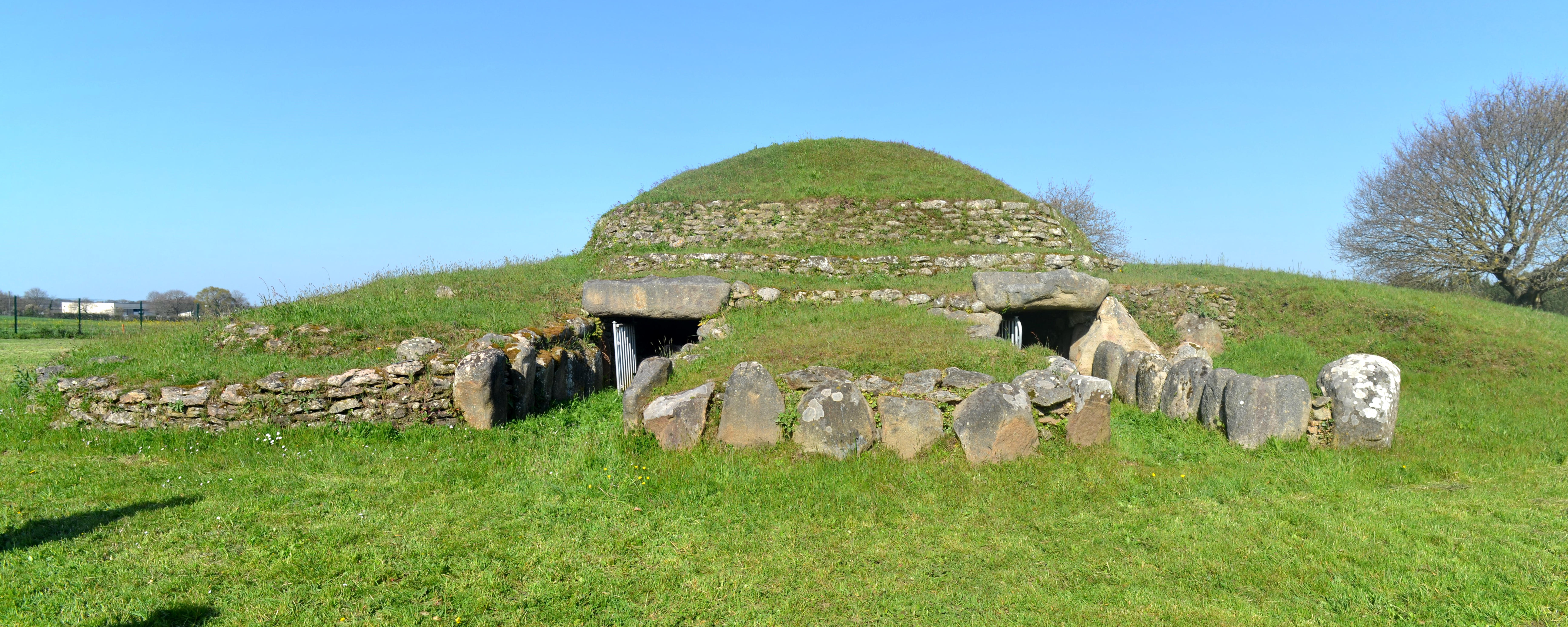
Der Tumulus von Dissignac

Der 1873 entdeckte Tumulus von Dissignac (auch Bosse de la Prière genannt) ist ein fünf Kilometer westlich von Saint-Nazaire im Département Loire-Atlantique in der Region Pays de la Loire in Frankreich gelegener Grabhügel. 
Er bedeckt zwei Dolmen mit parallelen, je elf Meter langen Gängen. Dolmen ist in Frankreich der Oberbegriff für Megalithanlagen aller Art (siehe: Französische Nomenklatur). Der drei Meter hohe Tumulus ist von J. L'Helgouach in den 1970er Jahren ausgegraben worden. Er konnte zwei Konstruktionsphasen nachweisen. Um 4500 v. Chr. wurden zwei Dolmen, die zu den frühesten Megalithanlagen überhaupt gehören, Seite an Seite errichtet. Ihre Gangachsen waren zur Wintersonnenwende ausgerichtet. In einer zweiten Phase, etwa 3000 v. Chr., wurden diese Gänge verlängert. Die ursprüngliche Plattenfassade wurde durch Steinmauern gesichert, die die heutige, stufenförmige Struktur des Tumulus besitzen, der einen Durchmesser von 28 m erreicht. Die reichen Keramikfunde im Innern weisen darauf hin, dass die Anlage vom älteren bis zum jüngeren Neolithikum (zwischen 4500 und 2500 v. Chr.) in Nutzung war. 
Die kleinere und sich etwa V-förmig erweiternde der beiden Grabkammern ist mit einer Granitplatte bedeckt, die Gravuren von Äxten und Krummstäben aufweist und damit an die Dolmen im Département Morbihan erinnert. Die größere bildet eine koaxiale Endkammer, die dem Dolmen eine P-förmige Form gibt, wie er auch in Min Goh Ru (Larcuste) anzutreffen ist.

## Tourismus
Über Saint-Nazaire verläuft die Route Bleue (deutsch „Blaue Route“), an der elf bedeutende prähistorische Megalithmonumente liegen. Darunter befindet sich der Tumulus von Dissignac (als No. 1). Unter den Dolmen der Croix de Sandun (3), der Kerbourg (4), der du Riholo (5), der des Rossignols (6), der Tumulus von Mousseaux westlich von Pornic (9), der Dolmen de la Joselière (10) und der Dolmen du Pré d’Air (11) sind die Nr. 9–11 an der Pays de Rets besonders bekannt. Dazu kommen drei Menhire: der Menhir von Bissin (No. 2), der 2,1 m hohe Pierre de Couche (7) und der etwa 2,7 m hohe Menhir de la Pierre Attelée, (8), der seit 1992 als historisches Denkmal klassifiziert ist.